# Associazione Sportiva Viareggio Calcio 1945-1946
Questa voce raccoglie le informazioni riguardanti l'Associazione Sportiva Viareggio Calcio nelle competizioni ufficiali della stagione 1945-1946.

## Stagione
Nona stagione di Serie C: mancava dal 1938.
Nella stagione 1945-1946 il Viareggio ha partecipato al campionato di Serie C Centro-Sud, girone A, composto esclusivamente da formazioni toscane, grazie alla vittoria del campionato di Prima Divisione Toscana 1942-1943 con la promozione in Serie C.
Infatti dopo il campionato di Serie C 1937-1938, la società fu sciolta. Fu rifondata da Fabio Cerri, che al primo tentativo ritornò nella terza serie.
Ma fu fermato dalla guerra.
Il presidente è il costruttore nautico Bertani Benetti, unico in tutta la storia del club. Viareggio è la capitale mondiale degli yacht da diporto,
mentre l'allenatore e giocatore è Aldo Olivieri, campione del mondo in carica con la nazionale di Vittorio Pozzo.
Alla fine della stagione la squadra raggiunge il 5º posto in classifica dietro Prato, Lucchese, Empoli e Pistoiese. 
L'allargamento dei quadri per la stagione successiva, gli ottimi trascorsi del calcio a Viareggio, la solidità del club inducono la F.I.G.C. a ripescare la squadra per il campionato di Serie B 1946-1947, che fu fatto disputare a livello nazionale su 3 gironi.

## Rosa
| N. |                   | Ruolo | Calciatore          |
| -- | ----------------- | ----- | ------------------- |
|    | Italia (bandiera) | A     | Italo Bandini       |
|    | Italia (bandiera) | D     | Rodolfo Benedetti   |
|    | Italia (bandiera) | A     | Egiziano Bertolucci |
|    | Italia (bandiera) | A     | Alberto Bertuccelli |
|    | Italia (bandiera) | D     | Valdemaro Bianchi   |
|    | Italia (bandiera) | A     | Licio Bianucci      |
|    | Italia (bandiera) | C     | Nuto Billi          |
|    | Italia (bandiera) | D     | Giuseppe Cellai     |
|    | Italia (bandiera) | D     | Leone Della Latta   |
|    | Italia (bandiera) | D     | Alfio Gamboni       |
|    | Italia (bandiera) | A     | Lamberto Lippi      |

| N. |                   | Ruolo | Calciatore          |
| -- | ----------------- | ----- | ------------------- |
|    | Italia (bandiera) |       | Mario Jacometti     |
|    | Italia (bandiera) | P     | Aldo Olivieri       |
|    | Italia (bandiera) | A     | Renzo Pini          |
|    | Italia (bandiera) | C     | Eugenio Porretta    |
|    | Italia (bandiera) |       | Sergio Pasquinucci  |
|    | Italia (bandiera) |       | Mario Stagi         |
|    | Italia (bandiera) | A     | Marcello Taccola    |
|    | Italia (bandiera) | P     | Giovanni Tavoletti  |
|    | Italia (bandiera) |       | Vinicio Zappelli    |
|    | Italia (bandiera) | C     | Carlo Zappelli (II) |